# Geschichte der Beginen in Geldern
Beginen ließen sich seit dem 13. Jahrhundert im Erzbistum Köln belegen, an der Wende zum nächsten Zentennium ebenso in Geldern am Niederrhein. Damit begann die spätmittelalterliche Geschichte der Beginen in Geldern.

## Geldrische Beginengemeinschaften
Die erste geldrische Schwesterngemeinschaft bestand seit der Zeit um 1300 zunächst aus drei Beginenhäusern in der Veerter Straße (heute Am Treppchen). De Eyl, ten Elsen und conventus novus vereinigten sich um 1400 zu einem Beginenkonvent. Es entschied sich für den mittleren der erwähnten Namen und formte eine Körperschaft der Schwestern vom gemeinsamen Leben (siehe unten). Die kölnische Erzbistumssynode von 1452 baute Druck auf die Beginen auf, damit diese eine Drittordens-Konstitution wählten. Ten Elsen ging einen Schritt weiter, begehrte Aufnahme in den Karmelitenorden. Nikolaus V., Papst (1447–1455) gewährte dies bereits im selben Jahr, was zur Gründung des Karmelitinnen-Klosters Geldern und des Zweitordens der Karmelitinnen führte (Bulle cum nulla).
Die Zweite – das Beginenhaus Nazareth – wandte sich seit 1418 den Schwestern vom Gemeinsamen Leben zu. Das widersprach der obigen Darstellung, passte jedoch in den historischen Zusammenhang. Die genannte Kongregation gehörte zu den Augustinerinnen. Zudem hieß das Augustinerinnen-Kloster Geldern gleichfalls Nazareth.
Die Dritte schufen laut Überlieferung anno 1432 drei tugendhafte Jungfrauen. Sie orientierten ihr frommes Leben an der Dritten Konstitution des Franz von Assisi. Wiederum im Jahr 1452 zeigte sich eine Veränderung. Ab jenem Zeitpunkt verzeichneten die Stadtchroniken ein Kloster der Franziskanerinnen. Deren Vorschriften wandte das Hülser-Kloster Geldern nun ganz offiziell an.